# Biblioteca Sackler
La Biblioteca Sackler (en anglès, Sackler Librari) forma part del centre de recerca de la Biblioteca Bolderian i conté una gran quantitat d'obres històriques i arqueològiques que pertanyen a la Universitat d'Oxford, Anglaterra.

## Història
La Biblioteca Sackler va ser construïda el 2001. Es va obrir el 24 de setembre del mateix any, i va substituir la biblioteca del Museu Ashmolean. Va ser fundada gràcies a la donació del multimilionari Mortimer Sackler. Va ser dissenyada pels arquitectes Robert Adam i Paul Hanvey d'Arquitectura ADAM. La construcció principal és circular, característica dels orígens clàssics de gran part d'aquestes construccions. Una de les parts exteriors està decorada amb un fris clàssic. Els arquitectes assenyalen que l'entrada principal es basa en el temple dòric d'Apolo a Bassae, que va ser excavat per primera vegada per Charles Robert Cockerell, l'arquitecte que va dissenyar el Museu Ashmolean. La Biblioteca Sackler és administrada com a part de la Biblioteca Bodlerian, la biblioteca central de la Universitat d'Orford.

## Col·leccions
Els seus fons incorporen les col·leccions de quatre de les biblioteques més antigues, és a dir, la biblioteca Ashmolean, la Biblioteca de Préstec de Clàssics, la Biblioteca d'Art Oriental, l' Institut Griffith i la 

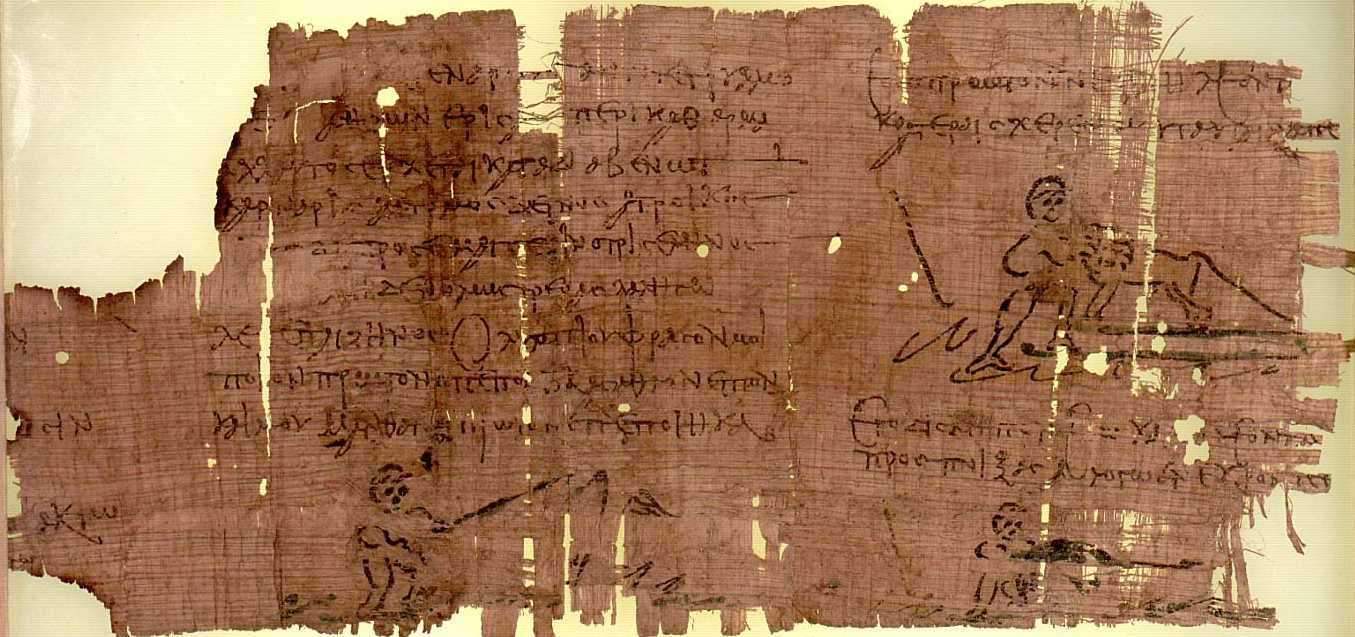
El papir Hèracles, conservat per la Biblioteca Sackler.

Biblioteca d'Història de l'Art. Les àrees temàtiques principals són:
- Art d'Europa Occidental des de c. 1000 dC
- Història de l'Art
- Art i arqueologia clàssica i bizantina
- Papirologia i Egipte grecoromà
- Arqueologia del Pròxim Orient i llengües cuneïformes
- Egiptologia i copta
- Història antiga
- Epigrafia
- Llengües clàssiques i literatura
- Arqueologia prehistòrica d'Europa i del nord d'Àfrica
- Arqueologia de les províncies romanes
- Arqueologia medieval europea
- Arqueologia teòrica i científica
- Numismàtica

Entre els documents destacats hi ha el papir d'Hèracles, un fragment del manuscrit grec del segle iii que conté un poema sobre els treballs d'Hèracles, juntament amb més de 100.000 fragments trobats a Oxirrinc conegut com el papir d'Oxirrinc.